# Air Canada
Az Air Canada (IATA-kódja: AC, ICAO-kódja: ACA, hívójele: Air Canada) Kanada nemzeti légitársasága, amely egyben a legnagyobb az országban a flottájának mérete és a menetrendszerűen szállított utasainak száma alapján. Az 1937-ben alapított légitársaság 47 ország 222 célállomására indít menetrend szerinti utas- és teherszállító járatot. Az Air Canada székhelye a Québec tartományban lévő Montréalban található. A Star Alliance alapító tagja. Az Air Canada bázisrepülőterei a Montréal–Trudeau nemzetközi repülőtér, a Toronto Pearson nemzetközi repülőtér, a Calgary nemzetközi repülőtér és a Vancouver nemzetközi repülőtér. A légitársaság regionális járatai az Air Canada Express neve alatt üzemelnek.
Kanada nemzeti légitársaságát a Trans-Canada Air Lines-t (TCA) a kanadai kormány hozta létre, és amely 1938-ban kezdte meg első transzkontinentális járatainak üzemeltetését. 1965-ben a kormány jóváhagyását követően a TCA-t átnevezték Air Canadára. A kanadai légiközlekedési piac 1980-as évekbeli liberalizációját követően a légitársaságot 1988-ban privatizálták. 2000. január 4-én az Air Canada felvásárolta legnagyobb riválisát, a Canadian Airlines-t. 2003-ban a légitársaság csődvédelmet kérvényezett, majd a következő évben az ACE Aviation Holdings Inc. konszern keretében újraszerveződött. 2017-ben az Air Canada 80. évfordulójának évében, a légitársaság 48 millió utast szállított.
Az Air Canada a hosszú távú útvonalakon Airbus A330-as, Boeing 777-es és Boeing 787 Dreamliner típusú széles törzsű repülőgépekkel repül, a rövid távú útvonalakon pedig az Airbus A320-as családba tartozó repülőgépeket (beleértve az A319-es, az A320-as és az A321-es változatokat), Boeing 737 MAX 8-as és Airbus A220-300-as repülőgépeket használ. A légitársaság leányvállalatai közé tartozik az Air Canada Cargo, az Air Canada Express, az Air Canada Jetz (magánrepülőgépes charter légitársaság) és az Air Canada Rouge (charter légitársaság). Az Air Canada Vacations több mint 90 célállomásra kínál üdülési csomagokat. A légitársaság a regionális partnereivel együtt átlagosan naponta több mint 1613 menetrend szerinti járatot üzemeltetnek.

## Története

### Trans-Canada Air Lines (1937-1965)

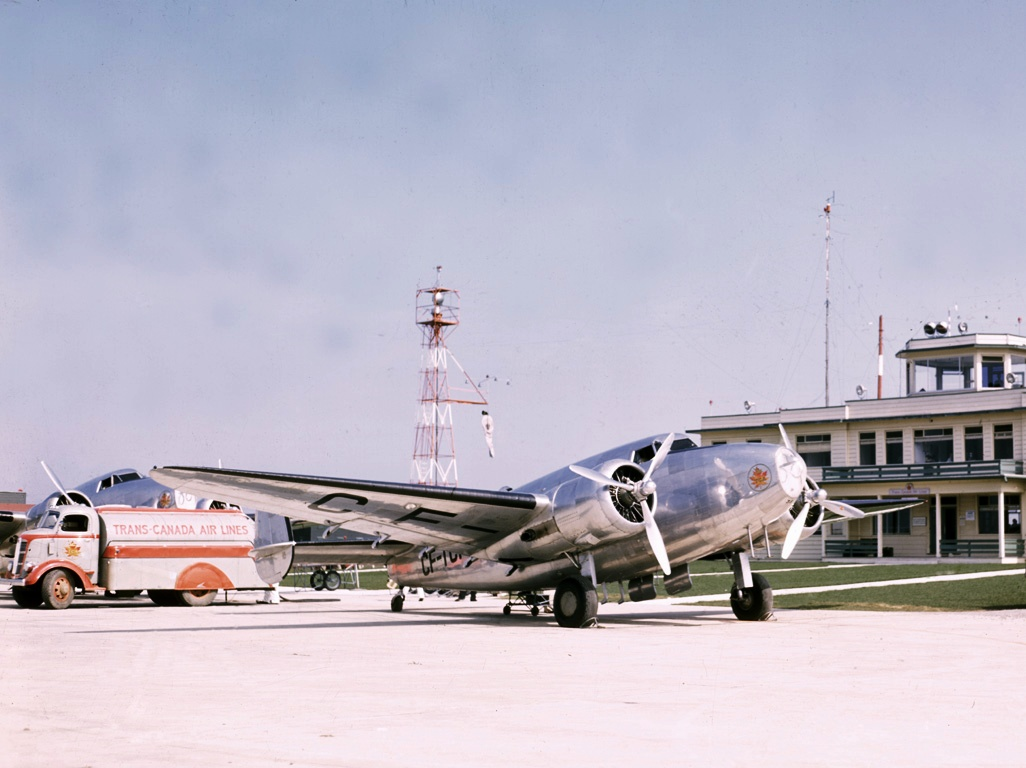
A TCA egyik Lockheed Model 14 Super Electra típusú repülőgépe a maltoni repülőtéren 1939-ben

Az Air Canada elődjét, a Trans-Canada Air Lines-t (TCA) 1937. április 11-én egy szövetségi jogszabály értelmében hozták létre a Canadian National Railway (CNR) leányvállalataként. C. D. Howe közlekedésügyi miniszter vezetésével újonnan létrehozott Közlekedési Minisztérium egy kormányzati irányítás alatt álló légitársaságot kívánt létrehozni, amely összekötné az Atlanti-óceán partján fekvő városokat a Csendes-óceán partján található városokkal. 5 millió dollárból két Lockheed Model 10 Electrát és egy Boeing Stearman kétfedelű repülőgépet vásároltak a Canadian Airways-től, és tapasztalt légitársasági vezetőket hoztak a United Airlines-tól és az American Airlines-tól.
Az első utasszállító járatok 1937. szeptember 1-jén indultak, Vancouverből Seattle-be, oda vissza 14,20 dollárért. 1938. július 1-jén a TCA felvette az első légiutaskísérőiket. Montréal és Vancouver között 1939. április 1-jén indultak el a transzkontinentális járatok 12 Lockheed Model 14 Super Electrával és hat Lockheed Model 18 Lodestarral. 1940 januárjára a légitársaságnak 579 munkavállalója volt.
A Canadian Pacific Airlines (CP Air) 1942-ben azt javasolta hogy egyesüljenek a TCA-val. Miniszterelnök William Lyon Mckanzie King elutasította a javaslatot, és törvényt hozott, amely a TCA-t határozta meg az egyetlen olyan légitársaságnak Kanadában, amely transzkontinentális járatokat üzemeltethet. A második világháború után a légi közlekedés növekedésével a CP Air egy transzkontinentális és néhány nemzetközi útvonalat kapott.
Eredetileg a légitársaságnak Winnipegben volt a székhelye, ahol a nemzeti repülőgépkarbantartó bázis is működött, de 1949-ben a kormány a TCA központját Montréalba helyezte át; később a repülőgépkarbantartó bázis is keletebbre költözött. A ReserVec 1953-as kifejlesztésével a TCA lett az első a világon, amely távoli terminálokkal ellátott számítógépes foglalási rendszert használt.

### Névváltoztatás és a korai évek (1965-1990)
1964-re a TCA Kanad nemzeti légitársaságává nőtte ki magát, és 1964-ben Jean Chrétien egy magánjellegű törvényjavaslatot nyújtott be, ami azt javasolta, hogy a légitársaság nevét Trans-Canada Air Lines-ról Air Canadára változtassák, amelyet a TCA sokáig a francia nyelvű elnevezéseként használt. Ez a törvényjavaslat elbukott, de később újra benyújtották és el is fogadták, ezzel a névváltoztatás 1965. január 1-jén lépett hatályba. II. Erzsébet brit királynő, Kanada uralkodó királynője az első olyan repülőgépen utazott, amely az Air Canada nevét és festését viselte, amikor 1964-es kanadai körútja végén az Egyesült Királyságba indult.
Az 1970-es években a kormányzati szabályozások biztosították az Air Canada előnyét a belföldi légitársaságokkal és a rivális CP Airrel szemben. A rövidtávú légitársaságokat az öt régió egyikére korlátozták, és nem versenyezhettek közvetlenül az Air Canadával és a CP Airrel. A CP Air az interkontinentális járatokon elérte a kapacitáskorlátját, a belföldi járatokon pedig korlátozva volt. Az Air Canada viteldíjait is a kormány szabályozta.

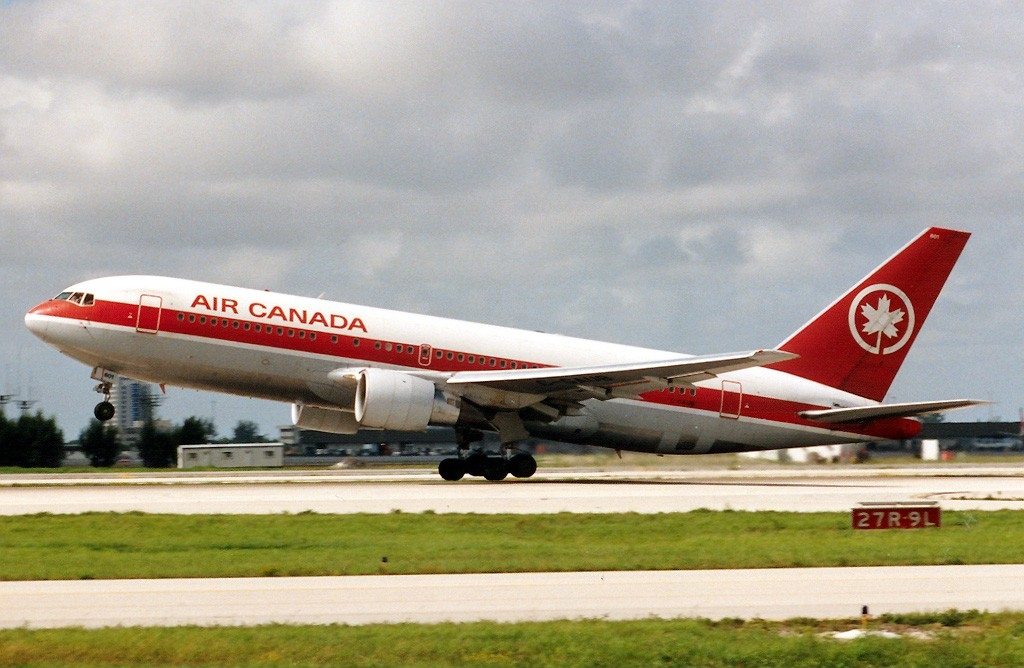
Az Air Canada Boeing 767-200-as repülőgépe az 1964-től 1992-ig tartó festésében

1976-ban, a CNR átszervezésével az Air Canada is egy független állami vállalat lett. Az 1978-as Air Canada Act biztosította, hogy az Air Canada egyenlőbb feltételek mellett versenyezzen a regionális légitársaságokkal és a CP Airrel, illetve a megszüntette a kormány közvetlen ellenőrzését az Air Canada útvonalai, viteldíjai és szolgáltatásai felett. A törvény a Canadian National Railway tulajdonjogát is átruházta a kormány egyik leányvállalatára. A kanadai légiközlekedési piac liberalizációja az 1987-es National Transport Act értelmében hivatalosan megnyitotta a kanadai légiközlekedési piacot az egyenlő verseny előtt. A légitársaság a flottájának bővítése során Boeing 727-es, Boeing 747-es és Lockheed Tristar típusú repülőgépeket vásárolt. 1978-ban az Air Canada felvette Judy Cameron-t, így ő lett az első női pilóta akit felvettek egy nagyobb kanadai légitársasághoz.
Mivel az új flottára fordított kiadások meghaladták a bevételeket, az Air Canada vezetői jelezték, hogy a légitársaságnak további tőkére lesz szüksége a flotta modernizációjának finanszírozásához. 1985-re a kanadai kormány hajlandóságot mutatott a Canadian National Railway és az Air Canada privatizálására. 1988-ban az Air Canadát privatizálták, és a légitársaság részvényeinek 43%-át a nyilvános piacon értékesítették, a részvények első nyilvános kibocsátása még annak az évnek az októberében befejeződött. Ekkorra a rivális CP Airből Canadian Airlines International lett, miután a Pacific Western Airlines felvásárolta.
1987. december 7-én az Air Canada lett az első légitársaság a világon, amely az egész flottájára kiterjedő nemdohányzó szabályt vezetett be. 1989-ben a légitársaságot teljes egészében privatizálták. A sikeres privatizációt Pierre J. Janniot vezérigazgató vezette. Az ehhez kapcsolódó kiterjedt kommunikációs tevékenységet Claude I. Taylor nem ügyvezető igazgató segítette.

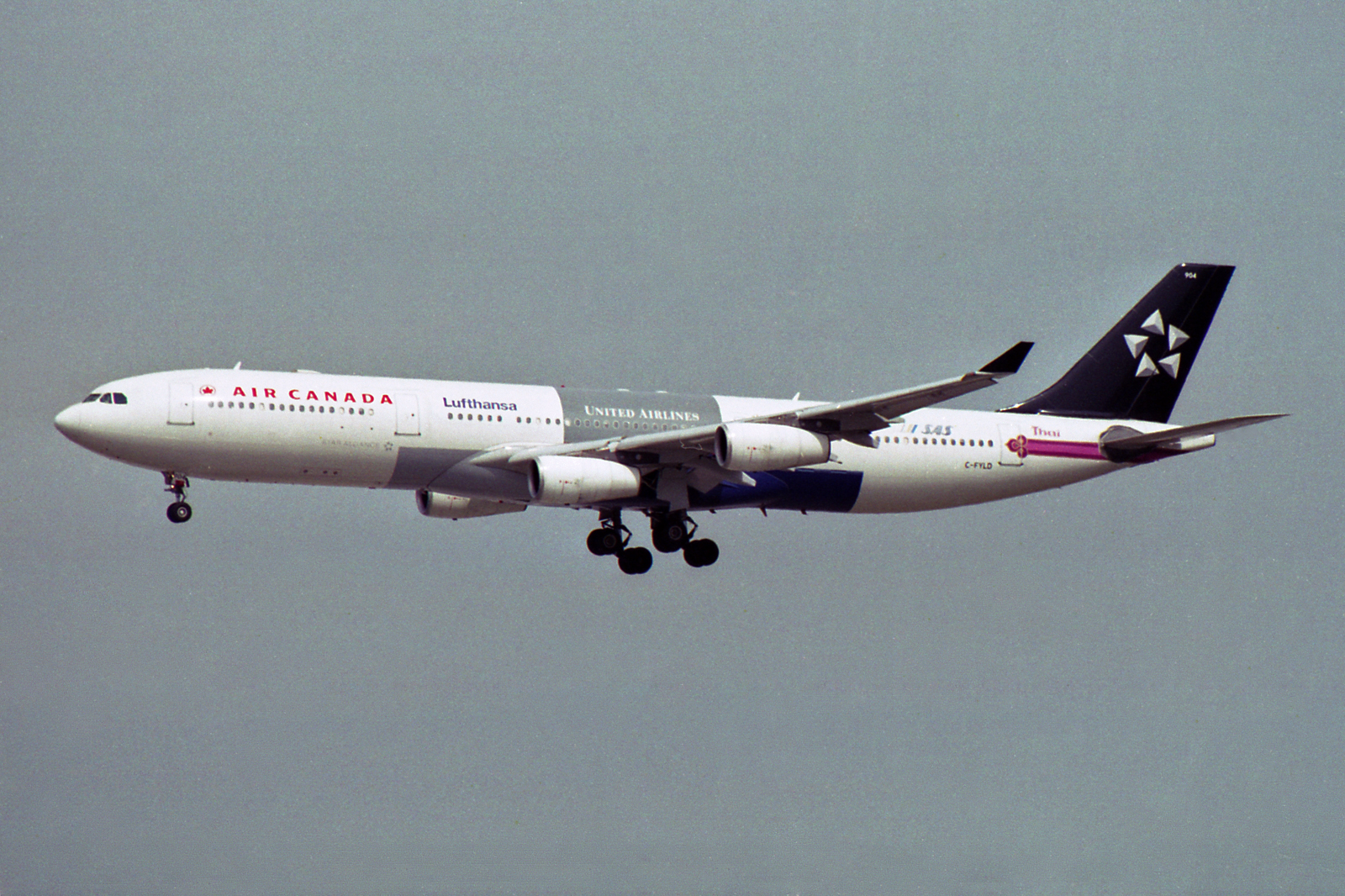
Egy Air Canada Airbus A340-300-as a Star Alliance színeiben 1997-ben. Az Air Canada alapító tagja volt az 1997-ben létrehozott légiszövetségnek.

### Stratégiai változtatások (1990-es évek)
Az 1990-es évek elején az Air Canada pénzügyi nehézségekkel szembesült, amikor az Öbölháborút követően a légiközlekedési ágazat visszaesett. Válaszul a légitársaság átszervezte a vezetőségét, és a Delta Air Lines korábbi vezetőjét, Hollis L. Harrist vette fel a vezérigazgatójának. Harris átszervezte a légitársaság működését, csökkentette a vezetői pozíciók számát, a légitársaság székhelyét a Montréal–Trudeau nemzetközi repülőtérre költöztette, és 1992-ben eladta a légitársaság enRoute nevű kártyaüzletét a Diners Clubnak. 1994-re az Air Canada újra nyereséges lett. Ugyanebben az évben a légitársaság elnyerte a lehetőséget hogy járatokat indíthasson Kanadából a japán Oszakában található új Kanszai nemzetközi repülőtérre.
1995-ben az Air Canada, kihasználva az új nyílt égbolt egyezményt az USA és Kanada között, a légitársaság 30 új, határokon átnyúló útvonallal bővítette kínálatát. 1997 májusában az Air Canada a Star Alliance alapító tagja lett, és a légitársaság a szövetség többi tagjával is közös üzemeltetésű járatokat indított. Az 1990-es évek második felében a légitársaság folyamatosan nyereséges volt, az 1997 és 1999 közötti időszakban összesen 1 milliárd dollárt termelt.
1998. szeptember 2-án az Air Canada pilótái elkezdték a vállalat első sztrájkját, magasabb béreket követelve. 1999 végén a kanadai kormány enyhített néhány légiközlekedési szabályozáson, amelynek a célja a kanadai légiközlekedési ágazat megerősítése volt. Abban az évben az American Airlines a kanadai Onex Corp. pénzügyi vállalattal közösen egy felvásárlási ajánlatot tett a gyengélkedő riválisára, a Canadian Airlines-ra és az Air Canadára, ami arra ösztönözte az Air Canadát, hogy egy konkurens ajánlatot tegyen a legnagyobb riválisára.

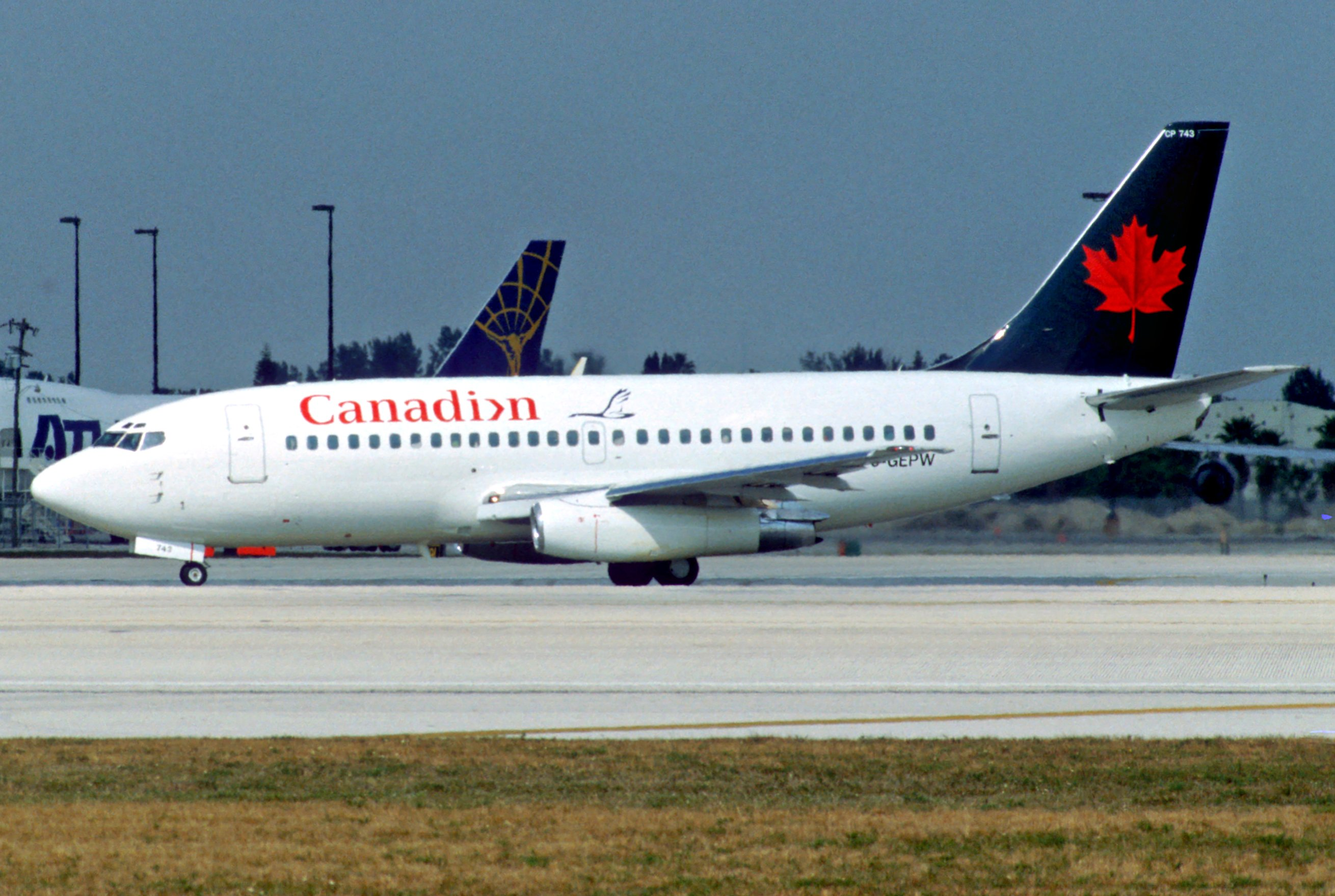
Egy Boeing 737-275-ös, az Air Canada-Canadian Airlines hibrid festésében. Az utóbbi légitársaságot 2001-ben felvásárolta az Air Canada.

### Összeolvadás és átszerveződés (2000-es évek)
2001 januárjában az Air Canada felvásárolta Kanada második legnagyobb légitársaságát, a Canadian Airlines-t, egyesítve a két légitársaság tevékenységét a 21. század első évtizedében. A létrejött légitársaság a világ tizenkettedik legnagyobb légitársaságává vált. Amikor az Air Canada hozzáférést szerzett korábbi riválisának pénzügyi adataihoz, az Air Canada vezetői rájöttek, hogy a Canadian Airlines rosszabb pénzügyi helyzetben van, mint azt korábban gondolták. Egy gyorsított egyesítési stratégiát követtek, de 2000 nyarán az egyesítési erőfeszítések járatkésésekhez, poggyászproblémákhoz és egyéb gondokhoz vezettek. A szolgáltatásaik azonban javultak, miután az Air Canada vezetői megígérték, hogy 2001 januárjára jobb lesz a helyzet. A légitársaságnak szembe kellett néznie a globális légiközlekedési piac visszaesésével és a megnövekedett piaci versennyel, így 2001-ben és 2002-ben is veszteségeket könyvelt el a légitársaság.

#### Csőd és átszerveződés

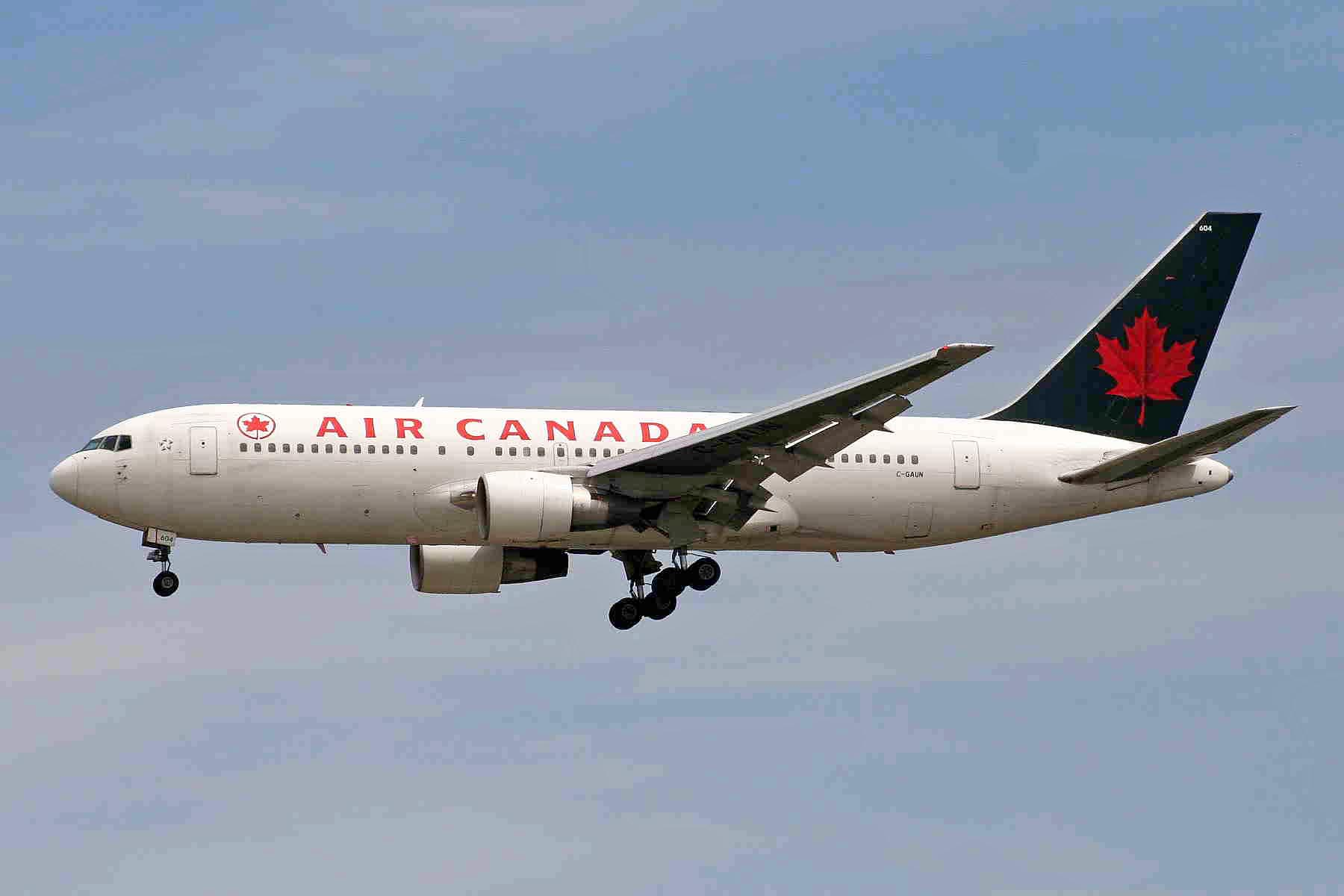
Az Air Canada Boeing 767-200-as repülőgépe

Mivel az Air Canada minden pénzét elhasználta arra, hogy megakadályozza a Canadian Airlines felvásárlását, szinte az összes beszállítójával kötött visszterhes szerződésekkel terhelte meg magát. Ennek eredményeképpen 2003. április 1-jén az Air Canada a Companies' Creditor Arrangement Act alapján védelmet kért, amelyből 18 hónappal később, 2004. szeptember 30-án került ki. A csődvédelem ideje alatt a vállalatra két ajánlat is érkezett, az egyik a Cerberus Capital Managementtől a másik Victor Li részéről. A Cerberus ajánlatában Brian Mulroney volt kanadai miniszterelnök lett volna a vezérigazgató, akit a Cerberus nemzetközi tanácsató testületének elnöke, Dan Quayle, az Egyesült Államok volt alelnöke toborzott volna. A Cerberus ajánlatát azért utasították el, mert a cég hírhedt volt arról, hogy megváltoztatja a meglévő munkavállalói nyugdíjmegállapodásokat, amit a CAW határozottan ellenzett. Az Air Canada először Victor Li Trinity Time Investments vállalatát választotta, amely eredetileg vétójogot és a vezérigazgatói pozíciót kérte cserébe azért, hogy 650 millió dollárt fektessen bele a légitársaságba. Li, aki kanadai-hongkongi kettős állampolgársággal rendelkezik, később változtatásokat követelt a nyugdíjtervben (ami nem szerepelt az eredeti felvásárlási ajánlatában), de mivel a szakszervezetek nem voltak hajlandóak engedni ebből, ezért az ajánlatot visszavonták.
Végül a Deutsche Bank egy 850 millió dolláros finanszírozási csomagot mutatott be az Air Canada számára, azzal a kitétellel hogy a szakszervezetek által 2003-ban elfogadott 1,1 milliár dolláron felül 200 millió dollárral csökkentik az éves költségeiket. Az ajánlatot azután fogadták el, hogy Robert Milton vezérigazgató és Buzz Hargrove, a CAW elnöke az utolsó pillanatban folytatott tárgyalásokon megszerezte a szakszervezeteknek szükséges engedményeket az ajánlat elfogadásához.
Az ACE Aviation Holdings lett a légitársaság új anyavállalata, amely alá az átszervezett Air Canada tartozott. Az ACE azonban 2012 novemberében eladta az Air Canada összes részvényét.

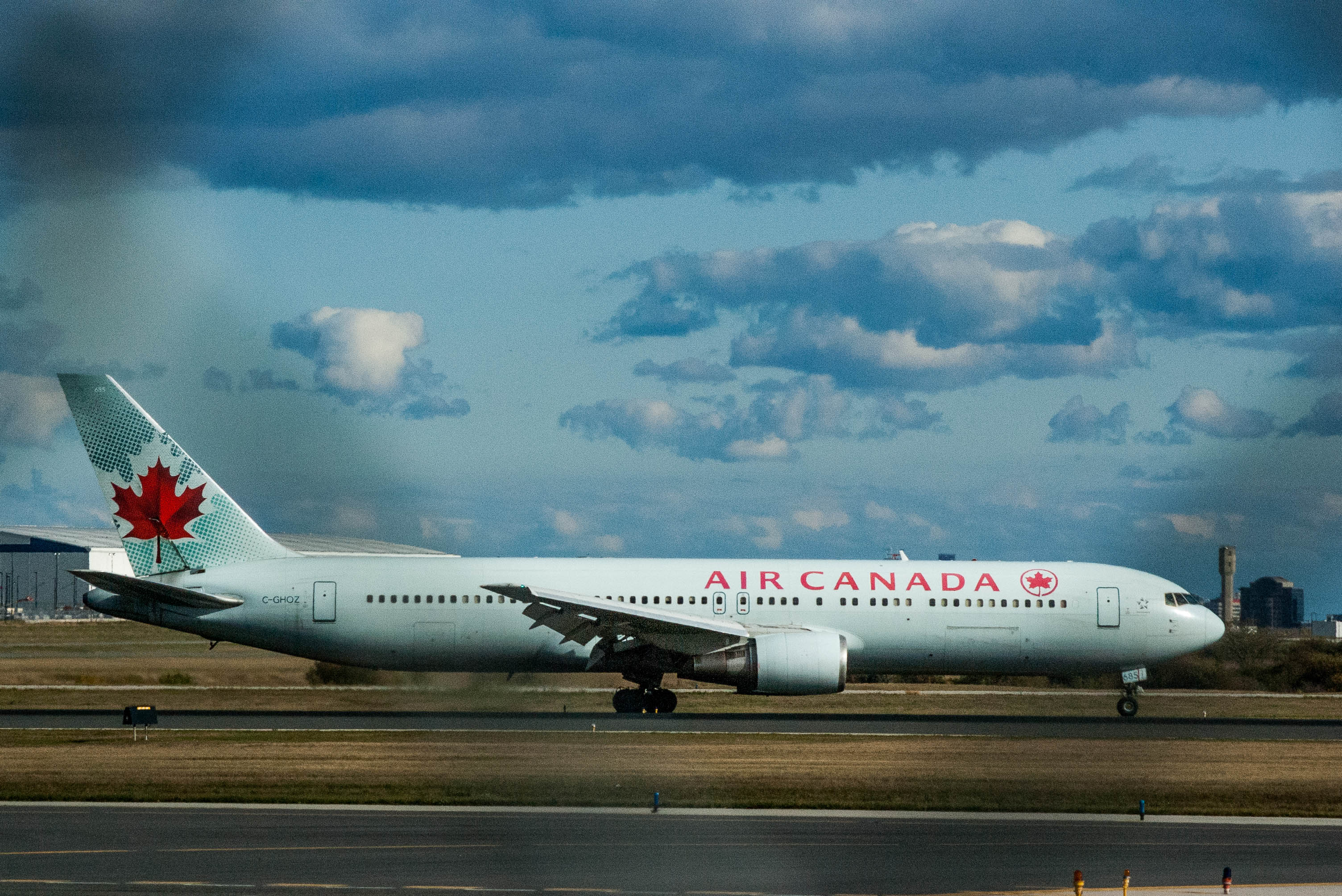
Az Air Canada Boeing 767-300-as gépe Torontóban. Ezt a gépet a CIT Holding vásárolta meg a brazil Varig légitársaságtól. A gép 2005-ben került az Air Canada tulajdonába.

2004 októberében Céline Dion kanadai énekesnő lett az Air Canada új reklámarca, remélve, hogy 18 hónapnyi csődvédelem után újraindítja a légitársaságot és elkezdi vonzani a nemzetközi piacot. Felvette a You and I című kislemezét, amely később több Air Canada reklámban is szerepelt.

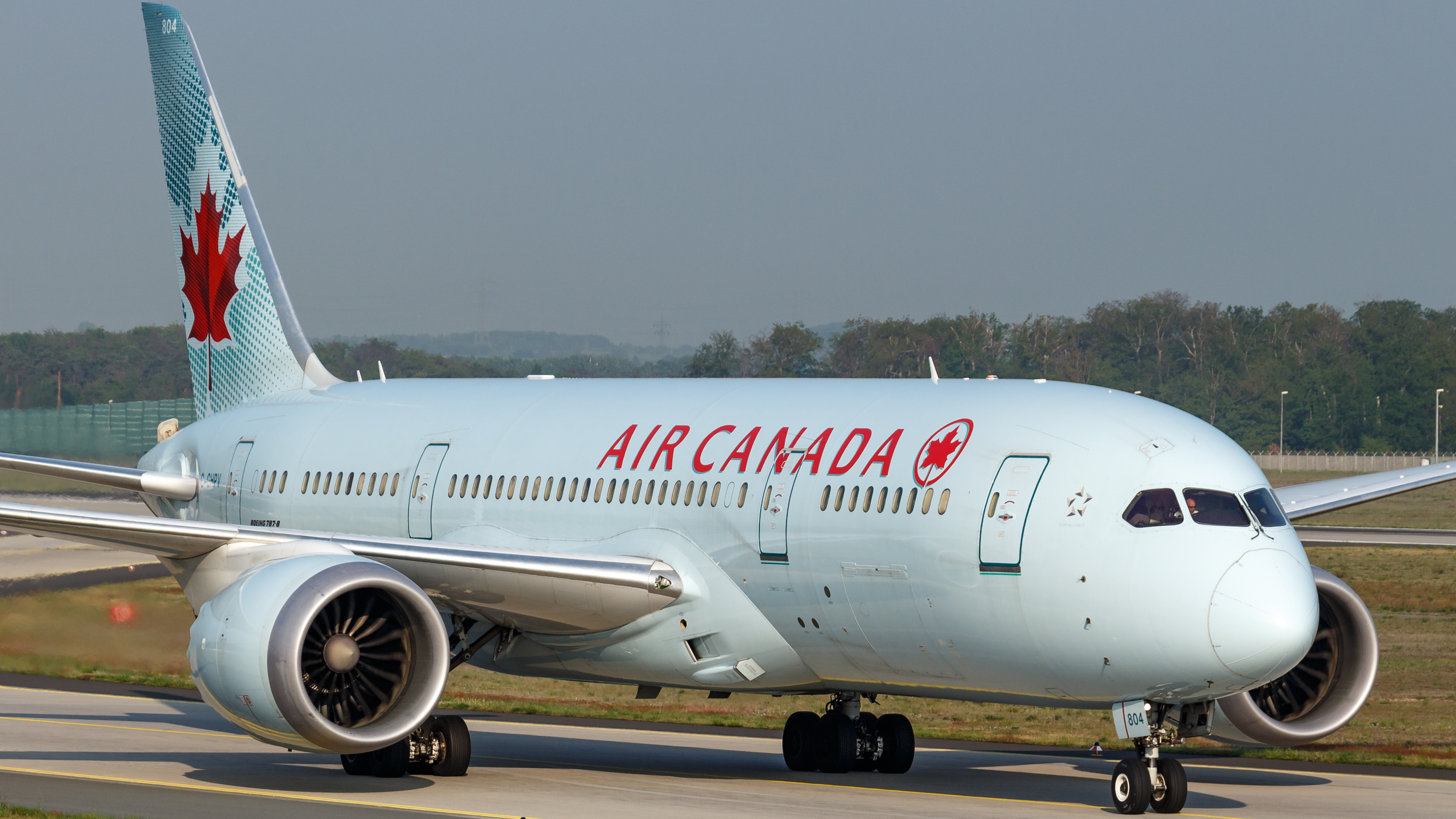
Az Air Canada Boeing 787-8-as repülőgépe a juharfalevél új változatával, a "Frosted Leaf"-vel a frankfurti repülőtéren. A légitársaság 2005-ben több Boeing 787-8-ast rendelt.

#### A flotta korszerűsítése
2004. október 31-én landolt Torontóban az Air Canada AC873-as járata Frankfurtból, a légitársaság utolsó járata a Boeing 747-es típussal. Ezzel véget ért a Boeing 747-esek 33 évig tartó szolgálata a légitársaságnál. A Boeing 747-es repülőgépeket Airbus A340-es repülőgépekre cserélték. 2004. október 19-én az Air Canada bemutatta a repülőgépeik új festését és a repülőgépek személyzetének új egyenruháját. Egy Boeing 767-300ER-t ezüst-kék színűre festettek, és a sötétzöld/majdnem fekete farokrészt a juharfalevél új változatára, a "Frosted Leaf"-re cserélték.
2005. november 9-én az Air Canada megállapodott, hogy 16 Boeing 777-es (10 db -300ER és 6 db -200LR) és 14 Boeing 787-8-as beszerzésével lecseréli a széles törzsű repülőgépeit. A légitársaság szerződést kötött további 18 Boeing 777-es és 46 Boeing 787-8-as és -9-es megvásárlására. A 777-esek kiszállítása 2007 márciusában, míg a 787-eseké 2014 májusában kezdődött.
2007. április 24-én az Air Canada lehívta a Boeing 787 Dreamliner típusú repülőgépekre vonatkozó szerződés felét. A Dreamlinerekre leadott megrendelés akkor 37 darab repülőgépről szólt, és most további 23 darab repülőgépet rendeltek, ami így összesen 60 darab repülőgépet jelent. A légitársaság két Boeing 777F-re szóló megrendelését is visszamondta. 2007 novemberében az Air Canada további egy Boeing 777-300ER-t bérelt.

#### Projekt XM
A 2006 júliusában indult és azóta befejezett Projekt XM: Extreme Makeover, egy 300 millió dolláros projekt volt, ami a repülőgépek belsejének renoválására irányult, és amelynek keretében az összes repülőgép utasterét kicserélték. Az új repülőgépeket, mint például a Boeing 777-eseket gyárilag felszerelt új utasterekkel szállították le.
Az utastér újdonságai:
- Az Executive First osztályon új, vízszintes, teljesen ággyá alakítható Executive First lakosztályok (Boeing 767-es, Boeing 777-es és Airbus A330-as repülőgépeken).
- Új utasterek minden osztályon az összes repülőgépen, új szórakozási lehetőségekkel
- Személyes fedélzeti szórakoztató rendszer (230 mm-es LCD érintőképernyővel) a turistaosztályon (belföldön és külföldön is) és az Executive osztályon (belföldön).
- Nagyobb fedélzeti szórakoztató rendszerek (300 mm-es LCD érintőképernyővel), zajszűrő Sennheiser fejhallgatóval felszerelve az Executive First lakosztályokban.
- Interaktív játékok elérhetőek az Executive és a turistaosztály minden ülésének a fedélzeti szórakoztató rendszerén, és az XM Radio Canada minden ülésnél elérhető.
- USB-csatlakozók az elektronikus eszközök töltéséhez és a játékvezérlőkhöz minden ülésen; a turistaosztályon két ülésre jut egy csatlakozó, három ülésre jut két csatlakozó és négy ülésre jut három csatlakozó. Az első osztályon/Executive osztályon mindenkire jut egy USB-csatlakozó.

#### A 2000-es évek végi pénzügyi nehézségek
A magas üzemanyagárak és a 2008-ban kirobbant gazdasági világválság jelentős pénzügyi nehézségeket okozott az Air Canada számára a 2000-es évek végén. Ezért 2008 júniusában a légitársaság bejelentette, hogy 2009 első negyedévére több mint 2000 alkalmazottat fog elbocsátani, és 7 százalékkal fogja csökkenti kapacitását. Montie Brewer vezérigazgató bízott abban, hogy a légitársaság átvészeli a gazdasági visszaesést.
Brewer 2009. március 30-án lemondott, és helyére április 1-jén Calin Rovinescu lépett. Rovinescu lett a légitársaság első kanadai vezérigazgatója Claude Taylor 1992-es elnöksége óta. Rovinescu, akinek a média a "végrehajtó" becenevet adta, az Air Canada 2003-as csődje idején az Air Canada átszervezési vezetője volt; de még abban az évben lemondott, miután a szakszervezetek elutasították követeléseit.
Jim Flaherty pénzügyminiszter James Farley (az Air Canada 2003-as csődeljárásának elnöke volt) nyugalmazott bírót nevezte ki arra, hogy közvetítsen a vállalat, és az alkalmazottakat, illetve a nyugdíjba vonult alkalmazottakat képviselő szakszervezetek közötti nyugdíjkérdésekben. A négy szakszervezettel kötött megállapodások szintén ez idő tájt jártak le. A légitársaság az első negyedéves jelentésében azt közölte, hogy a 2,85 milliárd dolláros nyugdíjhiány (amely a 2007-es 1,2 milliárd dollárról nőtt meg) "likviditási kockázatot" jelent, és új finanszírozókra és nyugdíjkedvezményre van szüksége ahhoz, hogy meglegyen a működéshez szükséges pénz 2010-ben. A vállalat 650 millió dollárt volt köteles befizetni a nyugdíjalapba, de 2009 első negyedévében 400 millió dolláros veszteséget könyvelt el, ezért 2009-ben moratóriumot kért a nyugdíjak kifizetésére. A szakszervezetek pénzügyi garanciát követeltek a megállapodás megkötése előtt.
2009 júliusában az Air Canada 1 milliárd dollárnyi pénzügyi támogatást kért és kapott egy konzorciumtól, amiben többek között a kanadai kormány, az ACE és a légitársaság társvállalata az Aeroplan is megtalálható volt. A Centre for Aviation jelentése szerint valójában csak 600 millió dollárnyit adtak kölcsön az Air Canadának; a pénz maradéka az eladások és a visszlízingek elszámolásából, illetve további megtakarításokból voltak.

### 2010-es évek
2010 decemberében az ACE 44 millió Air Canada részvényt adott el, majd 2012 novemberében a maradék 31 millió részvényt is eladta a Cormark Securities Inc. részére.
2014 novemberében az Air Canada pilótái 84%-os többséggel megszavazták azt a 10 évre szóló szerződést, amely lehetővé teszi számukra, hogy az ország legnagyobb légitársasága választottbírósági vagy közvetítői eljárást alkalmazzon a vitáik rendezésére. Egy évvel később Michel Cournoyer, a CUPE Air Canada részlegének vezetője szerint a légiutaskísérők is jóváhagytak egy 10 évre szóló megállapodást, elméletileg kis (nem közölt) többséggel, amely béremelést, nagyobb munkahelyi biztonságot és a munkakörülmények javítását tartalmazta.

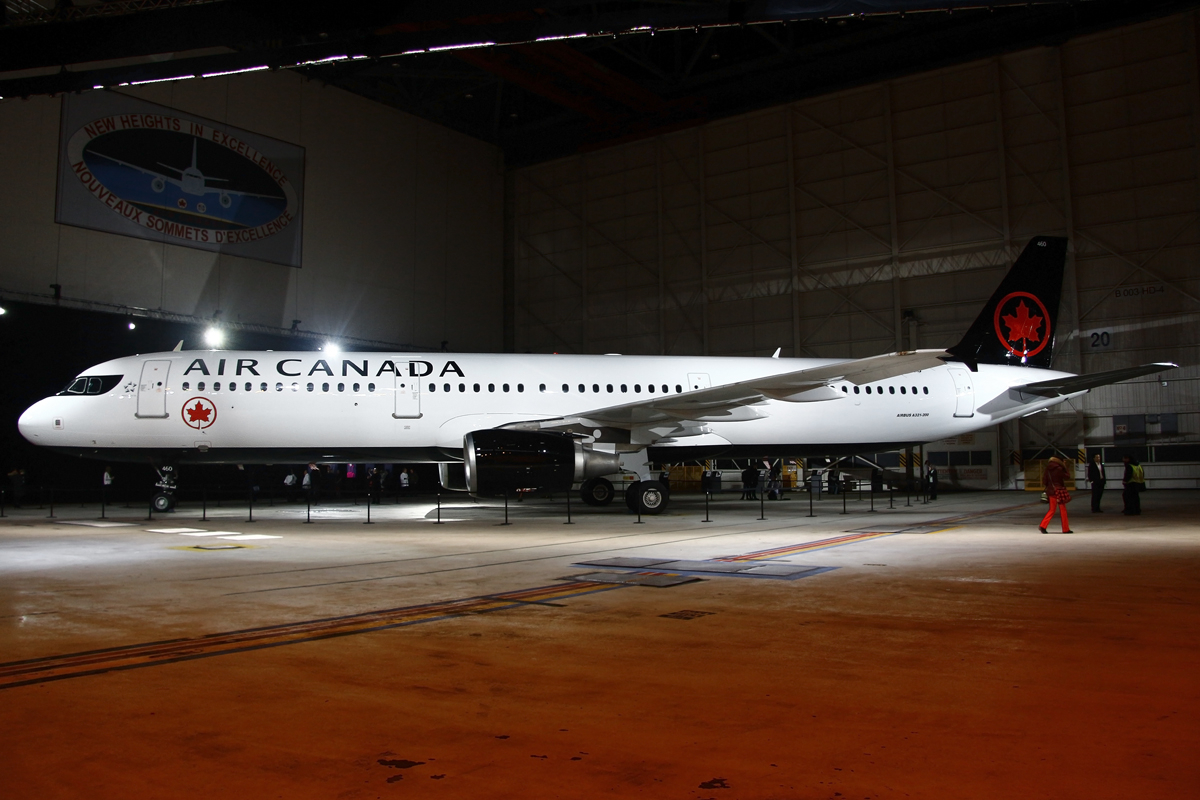
Az Air Canada repülőgépeinek új festése, amelyet 2017 februárjában mutattak be a Montréal–Trudeau nemzetközi repülőtéren.

#### Az új arculat és flotta
2017. február 9-én az Air Canada 80. évfordulója és Kanada létrejöttének 150. évfordulója alkalmából egy új, retró piros-fekete színű festést vezettek be. Az új festés tartalmazza az 1964 és 1992 között használt festés dizájnelemeit, az általános fehér színösszeállítással, fekete aljjal, vörös juharleveles rondellával ellátott farokkal, fekete "Air Canada" felirattal, alatta vörös juharleveles rondellával, valamint a pilótafülke ablakait körülvevő fekete "maszkkal". 2013 decemberében az Air Canada 61 Boeing 737 MAX egyfolyosós, keskeny törzsű repülőgépet rendelt a meglévő Airbus A320-as típusú repülőgépekből álló flotta leváltására. Az első Boeing 737 MAX 8-as repülőgépet 2017. november 2-án szállították le. Néhány Airbus A319-es repülőgépet átadtak az Air Canada Rouge leányvállalatnak, a fennmaradó repülőgépeket pedig kivonták a forgalomból. Az megállapodás részeként a Boeing 25 Embraer E190-es repülőgépet vásárolt az Air Canadától, amelyeket 2016-ban nyugdíjaztak. Ugyanebben az évben az Air Canada szerződést írt alá a Bombardier Aerospace-szel arról, hogy az E190-eseket 2019-től Airbus A220-as repülőgépekkel váltják le.
2017 júliusában az Air Canada újra bevezette a prémium turistaosztályt az észak-amerikai széles törzsű járatain.
2018 áprilisában az Air Canada átnevezte a nemzetközi business osztályát Air Canada Signature osztályra. Az utasok egy továbbfejlesztett étlapra számíthatnak, beleértve az új Air Canada Signature koktélt, továbbá új ajándékcsomagokra, sofőrszolgálatra (BMW autókkal) a csomópontokon a belföldi és nemzetközi csatlakozások során, valamint az Air Canada Signature Suite-hoz való hozzáférésre a Toronto Pearson nemzetközi repülőtéren. Egyes észak-amerikai útvonalakon az Air Canada Signature szolgáltatás széles törzsű repülőgépeken is elérhető.
2018 májusában az Air Canada Tajvant Kína részeként tüntette fel, hogy megfeleljen a kínai polgári légiközlekedési hatóság követelményének. 2018. június 6-án az Air Canada és az Air China egy közös vállalatot létrehozásáról írt alá, amely az első közös vállalat egy észak-amerikai és egy kínai légitársaság között.

#### A Transat A.T. tervezett felvásárlása

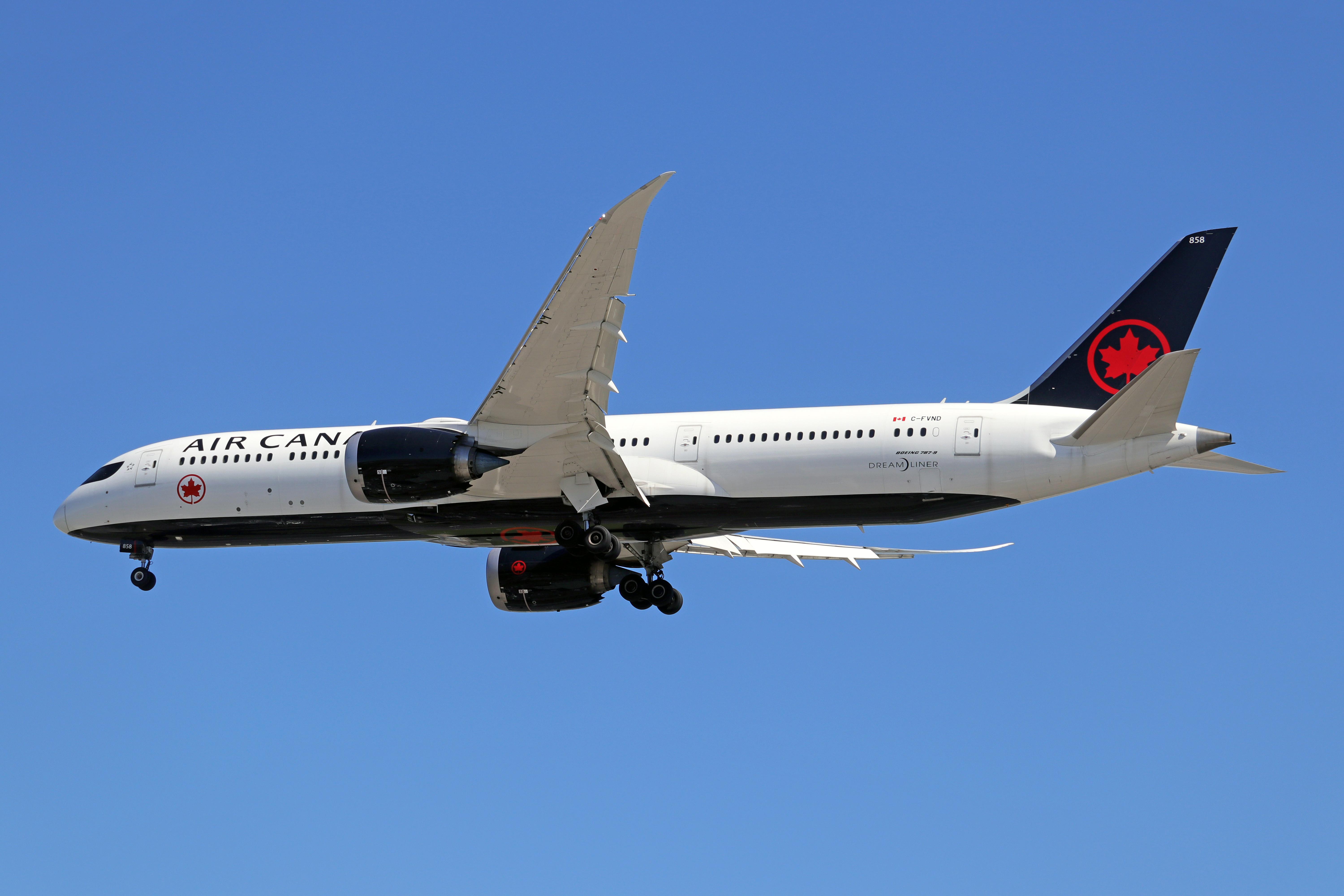
Az Air Canada B787-9-es repülőgépe leszállás közben a torontói Pearson nemzetközi repülőtéren

2019. május 16-án az Air Canada bejelentette, hogy szűkkörű tárgyalásokat folytat az Air Transatot tulajdonló Transat A.T. megvásárlásáról 520 millió dollárért. 2019. június 27-én a Transat A.T. megállapodott abban, hogy az Air Canada részvényenként 13 dollárért megvásárolja a céget. Az ügylet még a részvényesek és a szabályozó hatóságok jóváhagyásától függött. 2019. augusztus 11-én az Air Canada részvényenként 18 dollárra emelte a Transat A.T. vételárát. Az vásárlás teljes értéke így 720 millió dollár volt. 2019. augusztus 23-án a Transat A.T. részvényeseinek 95%-a jóváhagyta az Air Canada általi felvásárlást. A CBC News szerint a terv "várhatóan a versenyhivatal és más szabályozó hatóságok intenzív vizsgálatával fog szembenézni, többek között Európában is". A megállapodást 2020 októberében lefelé, részvényenként 5 dollárra módosították, tükrözve a Covid-19 pandémia által a légiközlekedési ágazat elé állított kihívásokat. Az üzletet 2021 áprilisában ejtették, miután nem sikerült megszerezni az Európai Bizottság jóváhagyását.

### 2020-as évek

#### Covid-19
A Covid-19 pandémia okozta utazási korlátozások miatt az Air Canada kénytelen volt jelentősen korlátozni a járatait. A légitársaság 2020. március 18-án bejelentette, hogy március 31-ig felfüggeszti a járatainak többségét. A járatok május 22-én kezdtek visszatérni a rendes menetrendbe, és a nyár folyamán már újabb városokba indítottak járatokat. Az Air Canada első negyedéves pénzügyi jelentésében bejelentette, hogy 1,05 milliárd dollárnyi veszteséget könyvelt el, és csak 345 millió dollárnyi nyereséget ért el. A légitársaság hasonló eredményt ért el a harmadik negyedévben, 685 millió kanadai dollárnyi veszteséget jelentett. Közölte, hogy a 2020-as pénzügyi év negyedik negyedévében a légitársaság kapacitása 75 százalékkal alacsonyabb lesz az előző évinél.
2021 áprilisában bejelentették, hogy a kanadai kormány 5,9 milliárd dolláros hitelcsomagot nyújt a légitársaságnak.

## A vállalat működése

### Tulajdonosi szerkezet
Az Air Canada 1989-ben privatizálódott teljesen, és különböző szavazati jogú részvényeivel a torontói értéktőzsdén, valamint 2016. július 29. óta az amerikai OTCQX International Premier tőzsdén "ACDVF" jelölés alatt van bejegyezve.
Jelenleg az Air Canada Public Participation Act (ACPPA) a nem kanadai állampolgárságú személyek szavazati részesedését maximum 25%-ra korlátozza a vállalatban. A Canada Transportation Act (CTA) ráadásul azt írja elő, hogy minden kanadai légitársaságban a szavazati jogok 75%-át kanadai állampolgárságú személyeknek kell ellenőrizniük és birtokolniuk. Ennek megfelelően az Air Canada alapszabálya korlátozásokat tartalmaz annak biztosítására, hogy a CTA meghatározása szerint a vállalat "kanadai" maradjon.

#### Vezérigazgatók
1976 előtt az Air Canada a Canadian National Railway (CNR) egyik leányvállalata volt, így akkor a légitársaság vezérigazgatója közvetlenül a CNR elnökének jelentett. 1976 óta a következő személyek töltötték be a vezérigazgatói pozíciót:
| - 1976–1984: Claude Taylor (könyvelő; korábban az Air Canada foglalási ügynöke és egyik vezetője) - 1984–1990: Pierre Jeanniot (korábban az Air Canada egyik vezetője) - 1990–1992: Claude Taylor - 1992–1996: Hollis L. Harris (A World Airways vezérigazgatója volt 2001-től 2004-ig, továbbá a Continental, illetve 1990–től 1992-ig a Delta vezérigazgatója is volt) | - 1996–1999: R. Lamar Durrett (korábban a Delta, a Continental és a System One vezérigazgatója volt) - 1999–2004: Robert Milton (az Air Eagle Holdings Incorporated alapító partnere) - 2004–2009: Montie Brewer (korábban a United Airlines vezérigazgatója volt) - 2009–2021 február: Calin Rovinescu - 2021 február – jelen: Michael Rousseau |

### Éves trendek
Az Air Canada több éven át veszteséges volt, de 2012 óta már profitot termel. Az Air Canada csoport éves gazdasági trendjeit a cégcsoport pénzügyi jelentései alapján a következő táblázat foglalja össze:

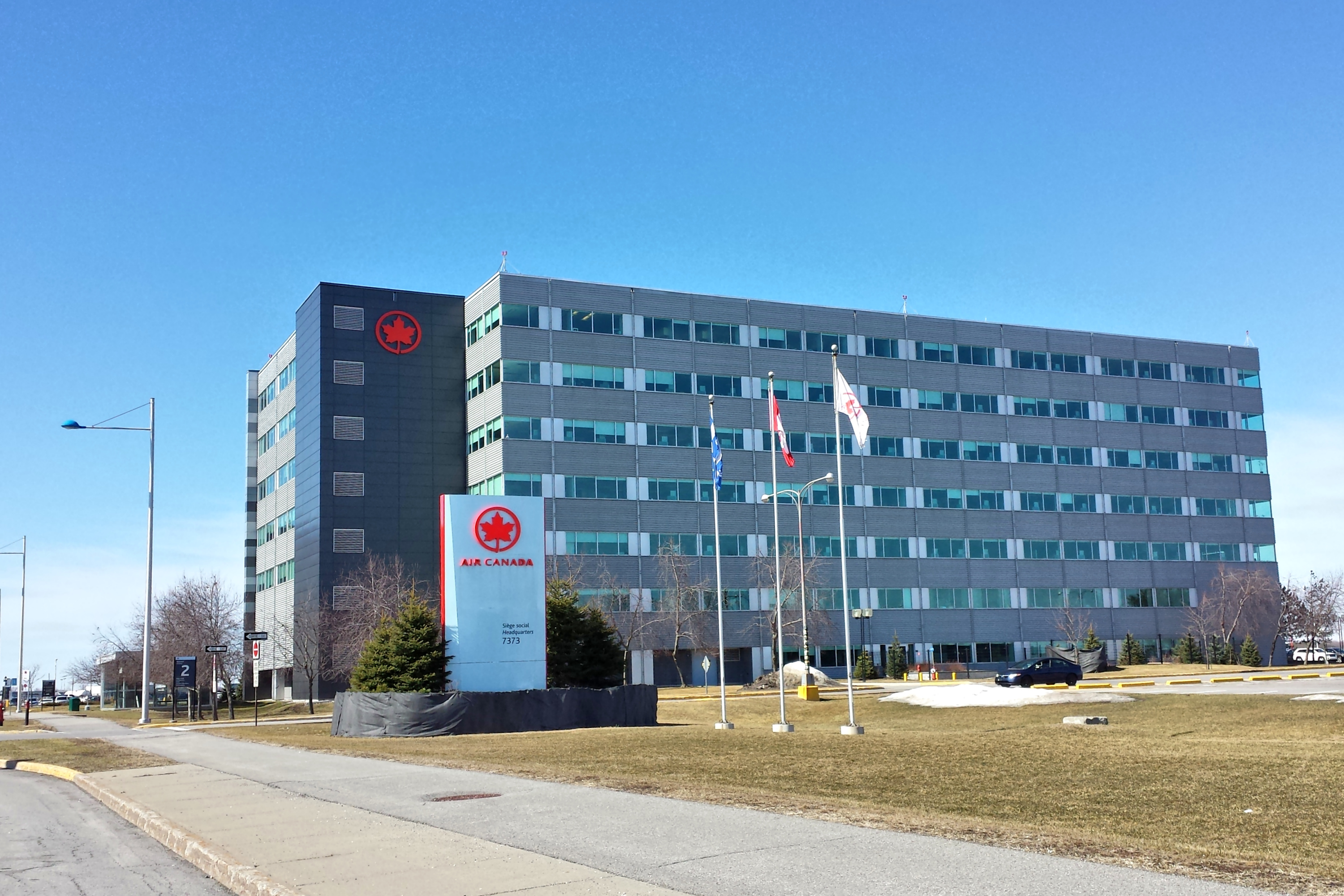
Az Air Canada székháza a Montréal–Trudeau nemzetközi repülőtéren található.

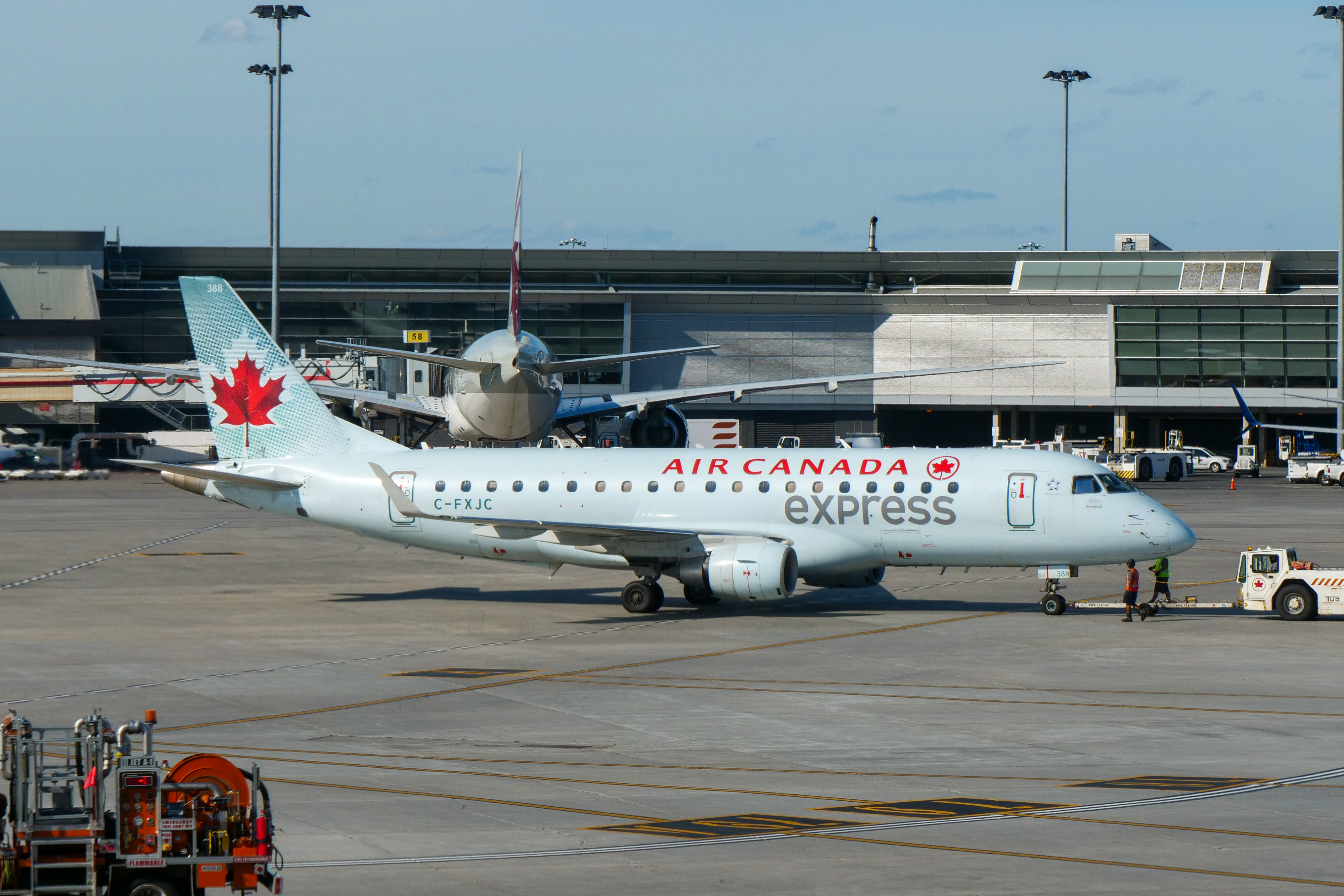
Egy Embraer E175-ös az Air Canada Express festésében. Az Air Canada Express az Air Canada leányvállalata, amely regionális járatokat üzemeltet.

### Székhelye
A törvény (Air Canada Public Participation Act) értelmében az Air Canada köteles Montréalban tartani a központját. A légitársaság központja az Air Canada Centre (franciául: Centre Air Canada), más néven La Rondelle egy hét emeletes épület, amely a Montréal–Trudeau nemzetközi repülőtéren található.
1975-ben az Air Canada székhelye a montreáli Place Ville Marie 1. szám alatt volt. 1990-ben a légitársaság a költségeik csökkentésének érdekében a repülőtérre költöztette a központját.

### Leányvállalatok

#### Air Canada Cargo
Az Air Canada Cargo a légitársaság Torontóban található teherszállító leányvállalata, amely több mint 150 célállomást szolgál ki, az Air Canada hálózatán, logisztikáján és partnerein keresztül. Útvonalhálózata kelet-kanadai repülőtereken keresztül európai célállomásokra összpontosít., valamint Vancouverből és Calgaryből közvetlen járatokat indít Frankfurtba, Londonba, Párizsba és Zürichbe.
Torontóban 2002 elején elkészült egy új teherforgalmi terminál, amely korszerűsített raktár- és szállítórendszerekkel rendelkezik. További teherforgalmi terminálok találhatóak Vancouverben és Montréalban is.

#### Air Canada Express
Az Air Canada Express az Air Canada regionális légitársaságának a neve, amelyet több független légitársaság, köztük a Jazz Aviation és az Exploits Valley Air Services (EVAS) üzemeltet.

#### Air Canada Jetz
A 2002-ben indult Air Canada Jetz egy charterszolgáltató, amely sportcsapatokat, profi előadóművészeket és vállalatokat céloz meg. Az Air Canada Jetz három Airbus A319-es repülőgépből áll, amelyek mindegyikén csak business osztályú ülések találhatóak. 2014 februárjában az Air Canada úgy döntött, hogy kiszáll a sport charter üzletágból. 2015. március 17-én azonban az Air canada bejelentette, hogy a 2015-2016-os NHL-szezontól kezdve hat éven át az Air Canada Jetz charterjáratokat biztosít több NHL csapatnak.

#### Air Canada Rouge

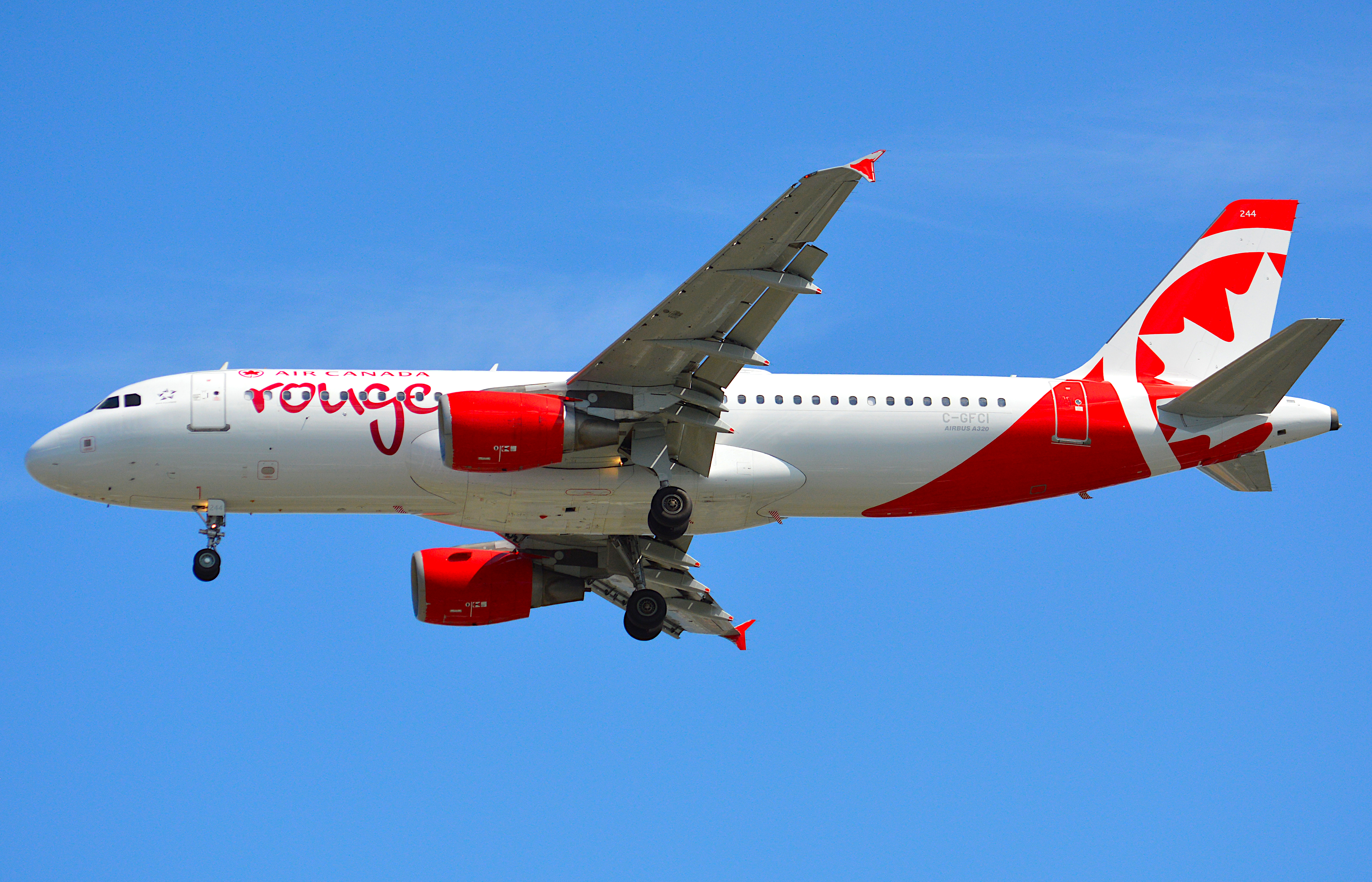
Az Air Canada Rouge egy fapados légitársaság, az Air Canada leányvállalata.

A 2012 decemberében indított Air Canada Rouge az Air Canada fapados leányvállalata. Az Air Canada Rouge elsősorban európai, karibi, dél- és közép-amerikai, mexikói és egyesült államokbeli szabadidős célállomásokat szolgál ki Airbus A319-es, Airbus A320-as, Airbus A321-es és korábban Boeing 767-300ER típusú repülőgépekkel.

#### Air Canada Vacations
Az Air Canada Vacations az Air Canada utazásszervezője. Minden csomag tartalmazza a szállást, az ajándék Aeroplan Mérföldeket és az oda-vissza repülőjegyet az Air Canada és/vagy a Star Alliance partnerei járatán.
Az Air Canada Vacations Executive osztályú szolgáltatást kínál bizonyos járatokon, nonstop járatokat a főbb kanadai városokból és napi járatokat számos célállomásra.

#### Aeroplan
Az Aeroplan az Air Canada hűségprogramja, amelyet az Air Canadából 2005-ben kivált Groupe Aeroplan Inc. működtetett. Az Air Canada azonban 2018. november 26-án egy végleges megállapodást írt alá az Aeroplan visszavásárlásáról az Aimia Inc-szel. Az Air Canada 2019 januárjában fejezte be a vállalat átvételét.

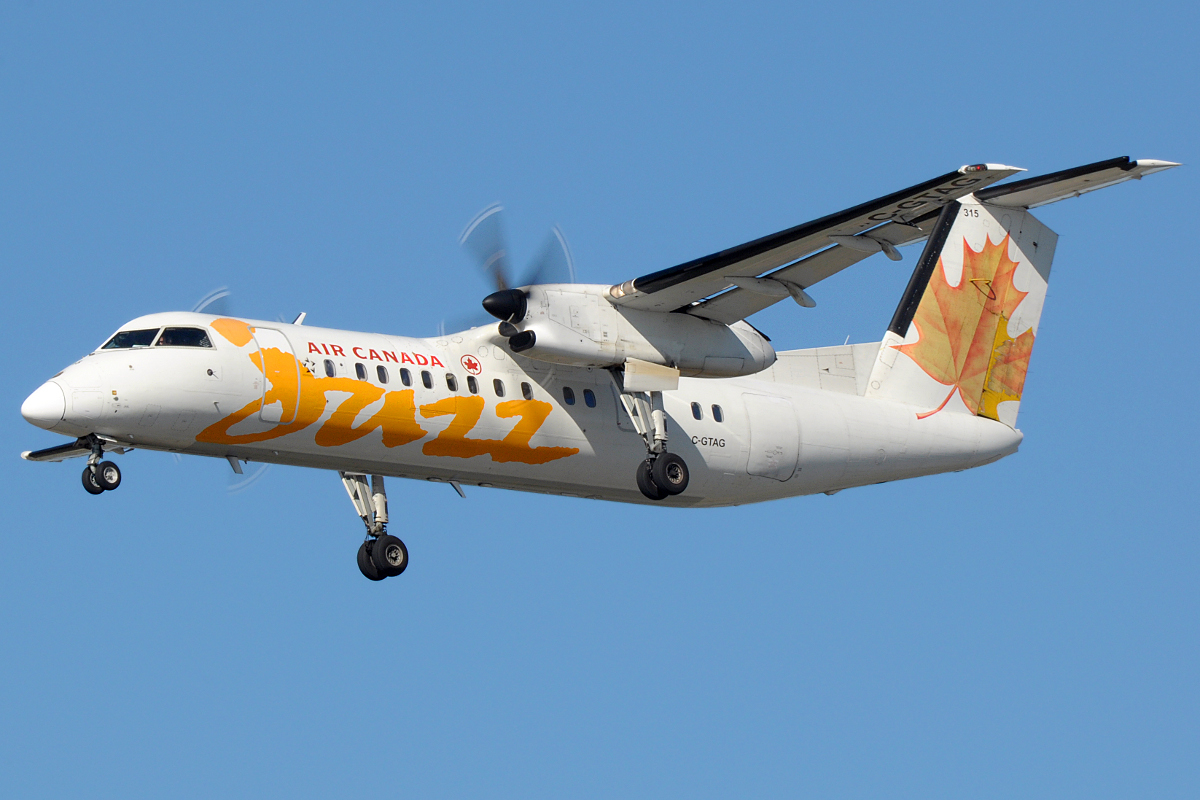
Az Air Canada Jazz egy korábbi leányvállalata volt az Air Canadának, amely regionális légitársaságként működött. A leányvállalat 2006-ban kivált a légitársaságból, de 2011-ig továbbra is az Air Canada nevét használták.

### Korábbi leányvállalatok

#### Air Canada Jazz
2001-ben az Air Canada a szászszázalékos tulajdonában lévő légitársaságokat, az Air BC-t, az Air Novát, az Air Ontariót és a Canadian Regional Airlines-t egyesítette az Air Canada Regional Inc. név alatt. E légi fuvarozók közül több korábban az Air Canada járatait kötötte össze kisebb településekkel. 2002-ben a légitársaságok egyesítése az Air Canada Jazz létrehozásával befejeződött. Az Air Canada Jazz 2006 novemberében kivált a légitársaságból. Az ACE Aviation Holdings már nem részvényese a Jazz Aviation LP-nek, így a légitársaság egy független vállalat. Az Air Canada Jazz volt az Air Canada fő regionális légitársaságának neve 2002 és 2011 között. 2011 júniusától az Air Canada Jazz márkanevet már nem használták, mivel az összes légitársaság amit egyesítettek az Air Canada Express nevet vette át. A Jazz Aviation volt a legnagyobb leányvállalata a légitársaságnak, amely közel 125 repülőgépet üzemeltetett az Air Canada nevében.

#### Air Canada Tango
2001. november 1-jén az Air Canada elindította az Air Canada Tango légitársaságot, amelynek a célja az volt, hogy 13 darab külön erre a célra kialakított 159 ülőhelyes Airbus A320-asokkal olcsóbb szolgáltatást és alacsonyabb viteldíjakat kínáljon. Kanadában Torontóból indított járatokat Vancouverbe, Calgarybe, Edmontonba, Winnipegbe, Reginába, Saskatoonba, Thunder Bayba, Ottawába, Montréalba, Halifaxba, Ganderbe és St. John's-ba. Emellett non-stop járatokat üzemeltetett Torontóból Fort Lauderdale-be, Orlandóba és Tampába, valamint non-stop járatokat üzemeltetett Montréal és Fort Lauderdale, illetve Orlando között. A légitársaságot a Canada 3000 konkurenciájának szánták. Az Air Canada Tangót 2004-ben megszüntették. Az Air Canada azóta "Tangónak" nevezi a legolcsóbb osztályát. Azonban 2018-tól az Air Canada átnevezte a Tango osztályát Standard osztállyá.

#### Zip
2002-ben az Air Canada egy fapados légitársaságot indított, hogy közvetlenül a WestJettel versenyezzen a nyugat-kanadai útvonalakon. A Zip egy külön légitársaságként üzemelt, saját személyzettel és élénk festésű volt Canadian Airlines International Boeing 737-200-asokat üzemeltetett. A légitársaságot 2004-ben megszüntették.

## Úti célok

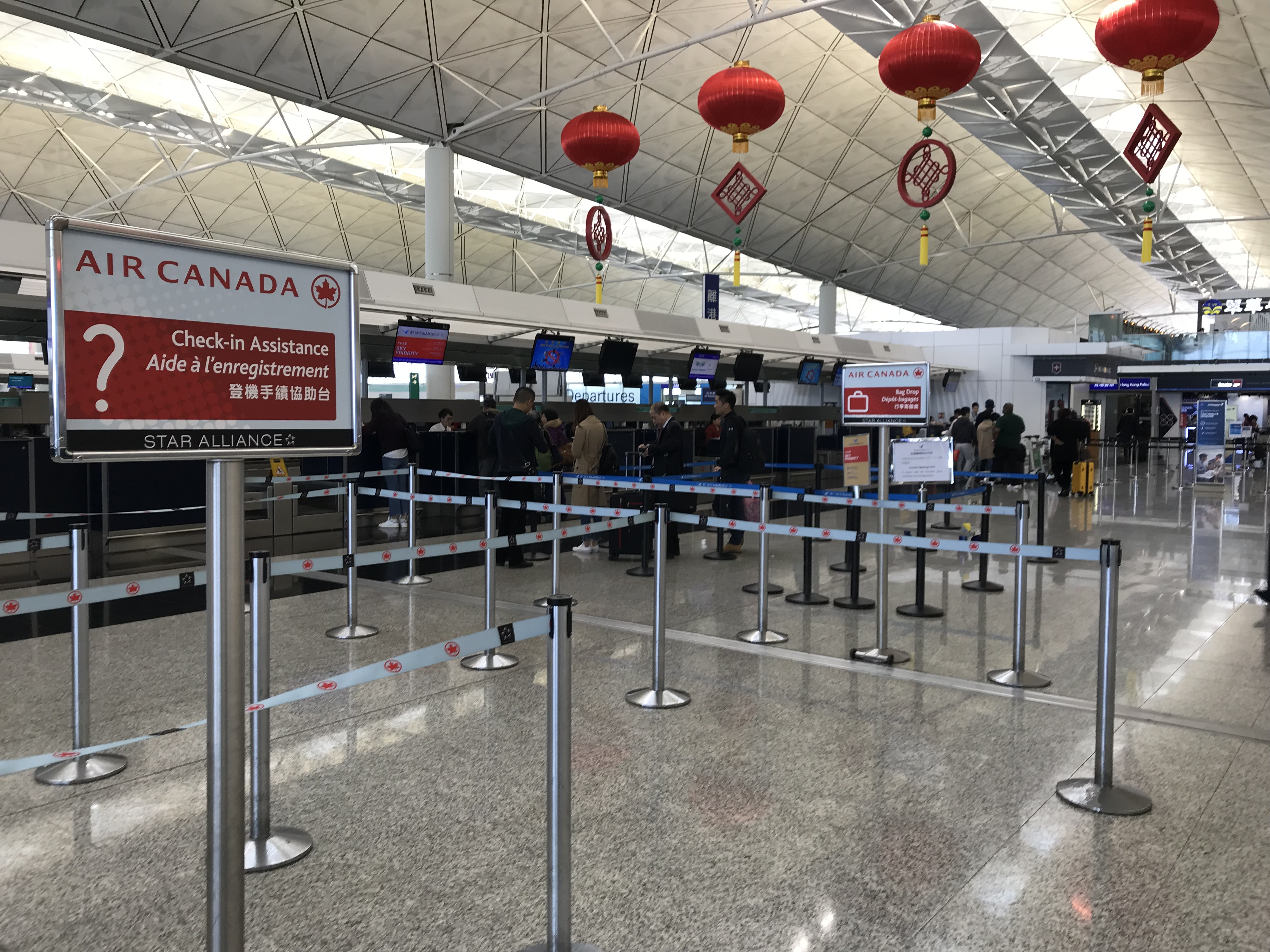
Az Air Canada utasfelvételi pultja a hongkongi nemzetközi repülőtéren

Az Air Canada 64 belföldi és 158 nemzetközi célállomást szolgál ki Ázsiában, Afrikában, Észak- és Dél-Amerikában, Európában és Óceániában. Regionális partnereivel együtt a légitársaság több mint 222 célállomást szolgál ki 47 országban, a világ hat kontinensén.
Az Air Canada számos járatot üzemeltet az ötödik szabadságjog alapján (két nem kanadai célállomás közötti utas- és teherszállítási jogok). A korábbi ötödik szabadságjog alapján üzemeltetett járatok közé tartoztak a következők: Párizs-Genf, Párizs-München, Párizs-Berlin, Frankfurt-Zürich, Zürich-Zágráb, Zürich-Bécs, Zürich-Delhi, Manchester-Brüsszel, Lisszabon-Madrid, Brüsszel-Prága, London-Heathrow-Delhi, London-Heathrow-Nizza, London-Heathrow-Mumbai-Szingapúr, Montego Bay-Kingston és Santiago-Buenos Aires. Ezeket azonban nonstop útvonalakkal helyettesítették: Vancouver-Sydney, Toronto-München, Toronto-Brüsszel, Toronto-Zürich, Vancouver-Zürich, Toronto-Bécs, Toronto-Delhi, Vancouver-Delhi, Toronto-Madrid és Toronto-Mumbai.

### Helymegosztási partnerek
Az Air Canada a következő légitársaságokkal kötött helymegosztási megállapodást:
| - Aegean Airlines - Aer Lingus - Air China - Air Dolomiti - Air India - Air New Zealand - All Nippon Airways - Asiana Airlines - Austrian Airlines - Avianca - Brussels Airlines | - Cathay Pacific - Central Mountain Air - Croatia Airlines - EgyptAir - Ethiopian Airlines - Etihad Airways - Eurowings - EVA Air - Gol Linhas Aéreas Inteligentes - LOT - Lufthansa | - Middle East Airlines - Qatar Airways - Scandinavian Airlines - Singapore Airlines - SriLankan Airlines - Swiss International Air Lines - TAP Portugal - Thai Airways International - Turkish Airlines - United Airlines - Virgin Australia |

### Vonalközi partnerek
Az Air Canada a következő légitársaságokkal kötött vonalközi megállapodást:
- Pakistan International Airlines

## Flotta

### A jelenlegi flotta
2021 augusztusában az Air Canada a következő repülőgépeket üzemelteti, amelyek mindegyike Airbus vagy Boeing típusú:

## Szolgáltatások
Az Air Canada három osztállyal rendelkezik: a business/Signature osztállyal, a prémium turistaosztállyal és a sima turistaosztállyal. A legtöbb szélestörzsű repülőgéppel üzemeltetett rövid távú útvonalakon és a nemzetközi hosszú távú útvonalakon a Signature osztály, a prémium turistaosztály és a turistaosztály érhető el, a maradék rövid távú útvonalakon és a belföldi útvonalakon a business osztály és a turistaosztály érhető el csak. Az Air Canada összes ülése fedélzeti szórakoztató rendszerrel és hangulatvilágítással rendelkezik. Az Air Canada Express Bombardier CRJ900-as és Embraer E175-ös repülőgépein a business osztály és a turistaosztály érhető el, míg a többi Air Canada Express járaton csak a turistaosztály érhető el. Az összes keskenytörzsű Air Canada repülőgépen, valamint az Air Canada Express Bombardier CRJ900-as és Embraer E175-ös típusú repülőgépein van fedélzeti Wi-Fi, amely szintúgy megtalálható az összes széles törzsű repülőgépen.
1987 tavaszán az Air Canada teszt jelleggel dohányzásmentes járatokat indított Kanada és New York között. Miután a felmérés szerint az utasok 96%-a támogatta a dohányzási tilalmat, az Air Canada kiterjesztette a korlátozást más járataira is.

## Törzsutas-program
Az Aeroplan az Air Canada törzsutas-programja, amely lehetővé teszi a pontgyűjtést és a pontköltést, valamint az Air Canada ügyfélként való státuszt és jutalmakat. Miután az Air Canada és az Aeroplan megváltoztatta a pontgyűjtés és a pontok beváltásának felosztását, az Air Canada bevezetett egy új törzsutas-programot, az Altitude-ot. A két program együtt működik.
2017. május 11-én az Air Canada bejelentette, hogy 2020-ban új törzsutas-programot tervez indítani hogy lecserélje az Aeroplan-t és az Altitude-ot. 2019. január 10-én az Air Canada visszavásárolta az Aeroplan-t az Aiama-tól. 2020-ban az Altitude és az Aeroplan programok egyesültek az Aeroplan neve alatt.

### Air Canada Altitude
2012. szeptember 20-án az Air Canada bemutatta új, "Air Canada Altitude" nevezetű törzsutas-programját, amely kiegészíti az Aeroplan-t. Az Aeroplan továbbra is a törzsutasok pontgyűjtő programja marad, míg a státuszszintet az Altitude határozza meg.
Az Air Canada Altitude programjában öt tagsági szint létezik:
- Basic
- Prestige 25K
- Elite 35K
- Elite 50K
- Elite 75K
- Super Elite 100K

Az utóbbi három tagsági szint olyan utazási előnyökkel jár, mint például a lounge-be való belépés, az elsőbbségi szolgáltatások (pl: check-in, poggyászkezelés), valamint további bónuszok az utazások során gyűjtött mérföldekért. Ahhoz, hogy a tagok jogosultak legyenek ezekre a szintekre, bizonyos számú mérföldet vagy bizonyos számú szegmenst kell gyűjteniük repülési tevékenységükkel, és bizonyos összegű pénzt kell elkölteniük. Az Altitude ezeket Altitude Minősítő Mérföldeknek (AQM), Szegmenseknek (AQS) és Dollároknak (AQD) nevezi.
A Prestige és az Altitude Elite 35K tagok Star Alliance Silver státuszt, míg az Elite 50K, Elite 75K és Super Elite 100K tagok Star Alliance Gold státuszt kapnak.
Az Air Canada Státuszmérföldeket évente számítják ki a következő üzleti évre (március 1. és február 28. között) vonatkozó Altitude tagsági státusz meghatározásához. Az Elite 35K és a magasabb szinteken az adott státuszszint elérése esetén az azokkal járó előnyöket az adott év hátralévő részére, valamint a következő évre is megadják.
Az Air Canada Altitude programmal be lehet menni bármilyen Star Alliance Lounge-ba (csak Star Alliance Gold státusznak megfelelő státusszal) és kedvezményeket lehet kapni más Star Alliance tag járataira.
2020. november 8-án az Air Canada átnevezte az Altitude-ot Aeroplan Elite Status-ra. Az Altitude Minősítő Mérföldek (AQM), Szegmensek (AQS) és Dollárok (AQD) helyébe a Státuszra Jogosító Mérföldek (SQM), Szegmensek (SQS) és Dollárok (SQD) léptek.

### Státuszkövetelmények
2016. január 1-jétől a 2017-es státuszévre az Air Canada minden egyes szinthez egy bizonyos minimális költési szintet, Altitude Qualifying Dollars-t követel meg. Az Altitude programot 2021-ben felváltotta az Aeroplan program. A 2021-re vonatkozó követelmények jelenleg a következők:
| - Aeroplan 25K: 25,000 SQM vagy 25 SQS és $3,000 SQD - Aeroplan 35K: 35,000 SQM vagy 35 SQS és $4,000 SQD - Aeroplan 50K: 50,000 SQM vagy 50 SQS és $6,000 SQD | - Aeroplan 75K: 75,000 SQM vagy 75 SQS és $9,000 SQD - Aeroplan Super Elite: 100,000 SQM vagy 95 SQS és $20,000 SQD |

## Adatvédelmi aggályok
2019 februárjában a TechCrunch arról számolt be, hogy az Air Canada mobilalkalmazása az App Store-ban tartalmazza a Glassbox izraeli cég munkamenet-visszajátszó szoftverét. Ez a szoftver a felhasználók beleegyezése nélkül rögzítette a felhasználók tevékenységeit, és az adataikat, beleértve hitelkártyadatokat és útlevélszámokat, amiket továbbított távoli szerverekre. Ez veszélyeztette a felhasználók adatvédelmét és sértette az App Store szabályait.

## Fordítás
Ez a szócikk részben vagy egészben  az   Air Canada című angol Wikipédia-szócikk ezen változatának fordításán alapul.  Az eredeti cikk szerkesztőit annak laptörténete sorolja fel. Ez a jelzés csupán a megfogalmazás eredetét és a szerzői jogokat jelzi, nem szolgál a cikkben szereplő információk forrásmegjelöléseként.